# サッシャ・ヴィエルニ
サッシャ・ヴィエルニ（Sacha Vierny、1919年8月10日 セーヌ＝エ＝マルヌ県ボワ＝ル＝ロワ - 2001年5月15日 パリ）は、フランスの撮影監督である。

## 人物
1955年から1984年まで、アラン・レネ監督作品を10本手がけ、1985年からはピーター・グリーナウェイ作品の撮影を手がけた。
2001年5月15日、フランス・パリで死去。81歳没。

## 主な作品
- 夜と霧 Night and Fog (1955)
- 二十四時間の情事 Hiroshima mon amour (1959)
- 去年マリエンバートで L'année dernière à Marienbad  (1960)
- ミュリエル Muriel (1963)
- 戦争は終った La Guerre est finie  (1965)
- 昼顔 Belle de jour (1967)
- 燃えつきた納屋 Les Granges brulées (1973)
- 薔薇のスタビスキー Stavisky... (1974)
- アメリカの伯父さん Mon oncle d'Amérique (1980)
- 私生活のない女 La Femme publique (1984)
- ZOO A Zed & Two Noughts (1985)
- 建築家の腹 The Belly of an Architect (1987)
- 数に溺れて Drowning by Numbers (1988)
- コックと泥棒、その妻と愛人 The Cook, the Thief, His Wife & Her Lover (1989)
- プロスペローの本 Prospero's Books (1991)
- ベイビー・オブ・マコン The Baby of Mâcon (1993)
- ピーター・グリーナウェイの枕草子 The Pillow Book (1996)
- 8 1/2の女たち 8 ½ Women (1999)
- 耳に残るは君の歌声 The Man Who Cried (2000)